# Čudna noč (album)
Čudna noč je album akapela zasedbe Perpetuum Jazzile izdan leta 2006, izdan pri založbi Dallas Records. Album je produciral in aranžiral Tomaž Kozlevčar. 

## Seznam pesmi
1. »Čudna noč« – 4:06
2. »Girl from Ipanema / Garrota de Ipanema« (A. C. Jobim/A.C Jobim/T. Kozlevčar)
3. »Blame It on the Sun« (S. Wonder/S. Wright/T. Kozlevčar)
4. »Ne zameri mi«
5. »Samo nasmeh / Solo un sorriso« – 5:34
6. »A Day in a Life of a Fool / Manha de carnaval« (L. Bonfá/A. Maria/T. Kozlevčar)
7. »As« (S. Wonder/S. Wonder/T. Kozlevčar) – 3:24
8. »Brez besed / Eres tu« (J. C. Calderón / J. C. Calderón /T. Kozlevčar) – 4:10
9. »Lullaby of the Leaves«
10. »Just One of Those Things«
11. »Intima«
12. »Baroque samba« (D. Meader/D. Meader/T. Kozlevčar) – 6:03
13. »The Manhattan Transfer in Concert« (Birdland / Spice of life Tuxedo junction)
14. »Killing Me Softly« (C. Fox/N. Gimbel/T. Kozlevčar) – 5:30
15. »Joyful, Joyful« feat. 6pack Čukur – 4:48
16. »Čudna noč« (Radio mix)